# Super Pescador de Penta
Super Fisherman Penta (スーパーつりっ子ペン太 Sūpā Tsurikko Penta?) es un juego de tipo Redemption, como sentaba a penta en la isla y atrapa peces, fue publicado por Konami en 1995 solamente en Japón.

## Personajes
- Penta